# 10월 17일
10월 17일은 그레고리력으로 290번째(윤년일 경우 291번째) 날에 해당한다.

## 사건
- 1966년 - 보츠와나, 유엔 가입
- 1972년 - 대한민국, 박정희 대통령이 10월 유신을 단행함.
- 1978년 - 일본 야스쿠니 신사에 도조 히데키 등 A급 전범 14명이 비밀리에 합사되다.
- 1991년 - 거성관 화재 사고 발생.
- 1992년 - 미국 루이지애나주 바톤 루지에서 교환학생으로 왔던 핫토리 요시히로가 총에 맞아 사망하다.
- 2012년 - 강남 술집 칼부림 사건 발생
- 2014년 - 대한민국 경기도 성남시 분당구에서 판교 공연장 환풍구 붕괴 사고가 발생하다.

## 문화
- 1995년 - SBS 프로덕션 홍진경의 키크는 글자놀이/숫자놀이가 출시되다.
- 1996년 - SBS 프로덕션 김지호의 춤추는 동요나라가 출시되다.
- 2009년
  - 서울특별시 강북구 옛 드림랜드 자리에 북서울 꿈의숲 개장.
  - MBC 표준FM의 격동 50년이 21년 만에 종영되었다.
- 2013년 - 마이크로소프트에서 윈도우 8.1과 인터넷 익스플로러 11이 출시.
- 2014년
  - 2014 대구캠핑엑스포(DACAMP 2014)가 엑스코(EXCO)에서 개최되다
  - 2014 한국프로야구에서 넥센 히어로즈의 서건창이 한국 프로야구 역사상 최초 시즌 200안타 달성.

## 탄생
- 1577년 - 이탈리아의 화가 크리스토파노 알로리. (~1621년)
- 1696년 - 폴란드의 국왕 아우구스트 3세. (~1763년)
- 1760년 - 프랑스의 사상가, 경제학자 클로드앙리 드 루브루아 드 생시몽.
- 1891년 - 대한민국의 장로교 목사 김응순. (~1958년)
- 1894년 - 부르봉파르마의 르네. (~1962년)
- 1900년 - 미국의 배우 진 아서. (~1991년)
- 1908년
  - 대한민국의 나비 연구자, 교육자 석주명. (~1950년)
  - 일본의 정치가 미야모토 겐지. (~2007년)
- 1912년 - 로마 가톨릭의 교황 교황 요한 바오로 1세. (~1978년)
- 1915년
  - 대한민국 전두환의 큰형 전열환. (~1925년)
  - 미국의 극작가 아서 밀러. (~2005년)
- 1918년 - 미국의 영화 배우, 무용가 리타 헤이워스. (~1987년)
- 1919년 - 중국의 정치인, 공산당 총서기, 국무원 총리 자오쯔양. (~2005년)
- 1928년 - 대한민국의 영화 배우 최성. (~2009년)
- 1933년 - 미국의 우주비행사 윌리엄 앤더스. (~2024년)
- 1937년 - 일본의 건축가 다니구치 요시오. (~2024년)
- 1939년 - 대한민국의 정치인 윤여준.
- 1945년 - 대한민국의 소설가 최인호. (~2013년)
- 1948년
  - 대한민국의 영화배우 신일룡. (~2022년)
  - 미국의 배우 마곳 키더. (~2018년)
  - 미국의 배우, 희극인 조지 웬트. (~2025년)
- 1952년 - 대한민국의 극작가 김광림.
- 1953년 - 대한민국의 시인 박남철.
- 1958년
  - 대한민국의 금융인 박현주.
  - 대한민국의 정치인 서주석.
  - 미국의 가수 앨런 잭슨.
- 1959년 - 미국의 정치인 크레이그 블레어.
- 1961년 - 대한민국의 전 축구 선수 김경호.
- 1962년 - 대한민국의 가톨릭 신부 이태석. (~2010년)
- 1963년 - 아르헨티아의 축구 선수 세르히오 고이코체아.
- 1965년
  - 대한민국의 가수 양수경.
  - 대한민국의 정치인 이상호.
- 1966년
  - 영국의 영화 배우, 작가 마크 게이티스.
  - 독일의 사업가, 명목상의 도나투스 폰 헤센.
- 1967년
  - 대한민국의 성우 김승준.
  - 덴마크의 가수 레네 디프.
- 1968년 - 중화인민공화국의 축구 선수 장진.
- 1971년 - 영국의 배우 앤디 휫필드. (~2011년)
- 1972년
  - 미국의 가수 에미넴.
  - 대한민국의 성우 표영재.
- 1973년 - 대한민국의 가수 최연화.
- 1975년 - 대한민국의 배우 박천재.
- 1976년 - 대한민국의 성우 문남숙.
- 1977년
  - 이탈리아의 축구 선수 안드레 빌라스보아스.
  - 일본의 전 배우 사쿠라이 에리.
- 1979년
  - 일본의 배우 니시 코이치로.
  - 대한민국의 만화가 나유진.
  - 핀란드의 포뮬러 원 드라이버 키미 래이쾨넨.
  - 미국의 배우 디애나 루소.
- 1980년 - 대한민국의 가수, 작곡가 김경수.
- 1981년
  - 대한민국의 힙합 래퍼 시진.
  - 일본의 아이돌 이마이 츠바사.
- 1982년 - 미국의 야구 선수 벤자민 주키치.
- 1983년
  - 영국의 배우 펄리시티 존스.
  - 일본의 전 배우 미우라 리키.
  - 대한민국의 전 축구 선수 김선우.
- 1984년 - 미국의 배우 크리스 로웰.
- 1985년
  - 베네수엘라의 야구 선수 카를로스 곤살레스.
  - 대한민국의 격투기 선수 임수정.
- 1986년
  - 대한민국의 배우 노유주.
  - 대한민국의 기상 캐스터 임현진.
  - 대한민국의 가수 산체스.
- 1987년
  - 대한민국의 아나운서 박혜연.
  - 대한민국의 레이싱 모델 천보영.
  - 필리핀의 배우, 가수, 모델 베아 알론소.
- 1988년
  - 대한민국의 기자 신혜원.
  - 일본의 배우 오시마 유코.
  - 일본의 배우, 모델 마츠자카 토리.
  - 일본의 성우, 가수 아이바 아이나.
- 1989년
  - 대한민국의 가수 제이엔 (New.F.O).
  - 대한민국의 배우 한승윤.
  - 오스트레일리아의 배우 소피 럭.
- 1990년
  - 대한민국의 기상캐스터 구본아.
  - 일본의 축구 선수 구마가이 사키.
- 1991년 - 중국의 바둑 기사 장웨이제.
- 1992년
  - 대한민국의 아나운서 안주희.
  - 일본의 배우, 가수 사쿠라바 나나미.
  - 아일랜드의 배우 배리 키오건.
- 1993년
  - 프랑스의 농구 선수 후베르트 후르카치.
  - 대한민국의 가수 강지은.
- 1994년
  - 대한민국의 가수 스팍 (블랑세븐).
  - 대한민국의 배구 선수 이소영.
  - 멕시코의 양궁 선수 알레한드라 발렌시아.
- 1995년
  - 대한민국의 야구 선수 김하성. (키움 히어로즈)
  - 대한민국의 가수 미소 (글램).
  - 대한민국의 배우 김채은.
- 1996년 - 대한민국의 전직 카트라이더 프로게이머 유영혁.
- 1997년 - 대한민국의 아나운서 신예원.
- 1998년 - 대한민국의 뮤지컬 배우 김유리.
- 1999년
  - 대한민국의 연극배우 신유정.
  - 대한민국의 축구 선수 윤민호.
- 2000년
  - 대한민국의 태권도 선수 김유진.
  - 대한민국의 가수 앤 (공원소녀).
- 2001년 - 대한민국의 배우 이지수.
- 2002년 - 오스트레일리아의 가수 릴리.
- 2003년 - 중화인민공화국의 바둑 기사 투샤오위.
- 2006년 - 대한민국의 가수 이서연.
- 2010년 - 대한민국의 가수 최서유. (비타민)
- 2015년 - 대한민국의 아역배우 이유주.

## 사망
- 532년 - 제55대의 교황 교황 보니파시오 2세. (530년~)
- 1740년 - 러시아 제국 로마노프 왕조의 4번째 군주 안나 이바노브나. (1693년~)
- 1757년 - 프랑스의 과학자 르네 앙투안 페르쇼 드 레오뮈르. (1683년~)
- 1837년 - 오스트리아의 작곡가, 피아니스트 요한 네포무크 훔멜. (1778년~)
- 1849년 - 폴란드의 작곡가, 피아니스트 프레데리크 쇼팽. (1810년~)
- 1938년 - 독일 사회민주당의 이념가 카를 카우츠키. (1854년~)
- 1963년 - 프랑스의 수학자 자크 아다마르. (1865년~)
- 1967년 - 청나라의 마지막 황제 푸이. (1906년~)
- 1971년 - 독일의 언론인, 정치인 빌리 아이흘러. (1896년~)
- 1973년 - 오스트리아의 시인 잉게보르크 바흐만. (1926년~)
- 1987년 - 미국의 통계학자 거트루드 메리 콕스. (1900년~)
- 2017년 - 프랑스의 배우 다니엘 다리외. (1917년~)
- 2019년 - 베트남의 공무원 레하이안. (1971년~)
- 2020년 - 폴란드의 영화배우, 연출가, 영화 감독 리샤르트 론체프스키. (1930년~)
- 2021년 - 대한민국의 영화배우, 패션 디자이너 최지희. (1940년~)
- 2024년
  - 미국의 영화배우 미치 게이너. (1931년~)
  - 일본의 영화배우, 가수 니시다 토시유키. (1947년~)

## 기념일
- 국제 빈곤 퇴치의 날

## 같이 보기
- 전날: 10월 16일 다음날: 10월 18일 - 전달: 9월 17일 다음달: 11월 17일
- 음력: 10월 17일
- 모두 보기